# Hemimorina atrofasciata
Hemimorina atrofasciata är en fjärilsart som beskrevs av Alpheus Spring Packard 1876. Hemimorina atrofasciata ingår i släktet Hemimorina och familjen mätare. Inga underarter finns listade i Catalogue of Life.